# Viborgska gatloppet

Plan över svenska och ryska flottornas läge å Viborgs yttre redd år 1790 inför utbrytningen, Viborgska gatloppet, kopparstick av Gustaf af Klint, Sjöhistoriska museet, Stockholm.

Viborgska gatloppet kallas den utbrytning ur Viborgska viken som den 3 juli 1790 företogs av den svenska flottan och den svenska skärgårdsflottan.

## Upptakt
Sedan Gustav III med sin skärgårdsflotta 15 maj 1790 förstört en del av ryska skärgårdsflottan vid Fredrikshamn, avancerade han österut längs kusten för att oskadliggöra den ryska skärgårdsflottan i Viborg. Samtidigt seglade svenska örlogsflottan under hertig Karls formella, men viceamiral Otto Henrik Nordenskiölds faktiska befäl efter sitt 13 maj gjorda misslyckade försök mot den ryska örlogseskadern vid Reval österut för att enligt planen samverka med skärgårdsflottan. 2 juni hade den senare anlänt till Viborgska viken, örlogsflottan levererade 3 juni och 4 juni ryska örlogsflottans Kronstadtseskader batalj, men drog sig natten till den 5 juni undan nordvart för att undvika att bli tagen i ryggen av den tillskyndande Revalseskadern. Sedermera seglade den på kungens genom engelske kommendören Sidney Smith givna befallning att förena sig med skärgårdseskadern, vars reträtt annars lätt kunnat avskäras, den 7 juni genom västra farleden vid Krysserort in i Viborgska viken och lade sig emellan Salvör-grundet (Kulta-Matala) och Biskopsöns norra udde.

## Blockaden
Följande dag ankrade de förenade ryska örlogseskadrarna – 50 linjeskepp, fregatter och mindre fartyg – i en linje tvärs över stora inloppet till Viborgska viken. Svenska örlogsflottan räknade då 21 linjeskepp, åtta större och fem mindre fregatter samt några mindre fartyg med en besättning av omkring 16 000 man. Skärgårdsflottan bestod av uppemot 200 fartyg med bemanning och landstigningstrupper till 13 000–14 000 man. Med transportskeppen inräknade uppgick hela svenska fartygsantalet till cirka 250. Den 16 juni och 17 juni gjorde kungen med en del av skärgårdsflottan ett försök att förstöra den vid Trångsund (det inre inloppet till Viborg) liggande ryska skärgårdsflottan, men tvingades dra sig tillbaka utan nämnvärt resultat. 19 juni fick ryska örlogsflottan förstärkning av skärgårdsfartyg och hotade med attack. De svenska flottornas ställning var nu betänklig, då all tillförsel från Sverige var avskuren av den blockerande ryska flottan. För deras räddning var en snar genombrytning av fiendens linje nödvändig. Flera förslag till utförandet av en sådan lades fram för kungen, varvid man slutligen bestämde vid att bryta sig ut genom västra farleden, förbi Krysserort, samma väg man kommit dit. Men motvind hindrade under en och en halv vecka planens verkställande. På ryska sidan gjorde man upp en plan att från Kronstadt och Viborg angripa och förstöra svenska skärgårdsflottan, som under tiden intagit ställning i Björkösund, samt därpå anfalla svenska örlogsflottan framifrån och bakifrån. 
Natten emellan 2 juli och 3 juli angrep prinsen af Nassau med ryska skärgårdsflottan från Kronstadt och Sankt Petersburg en i smalaste delen av Björkösund liggande avdelning av svenska skärgårdsflottan under överstelöjtnant Claes Hjelmstjerna, som efter 3,5 timmars strid fick befallning att dra sig bakom örlogsflottan. Ungefär samtidigt som detta skedde angrep överstelöjtnant Jakob Törning med fyra divisioner kanonslupar fem ryska örlogsskepp vid Biskopsöns norra sida för att avleda uppmärksamheten från Krysserort.

## Utbrytningen

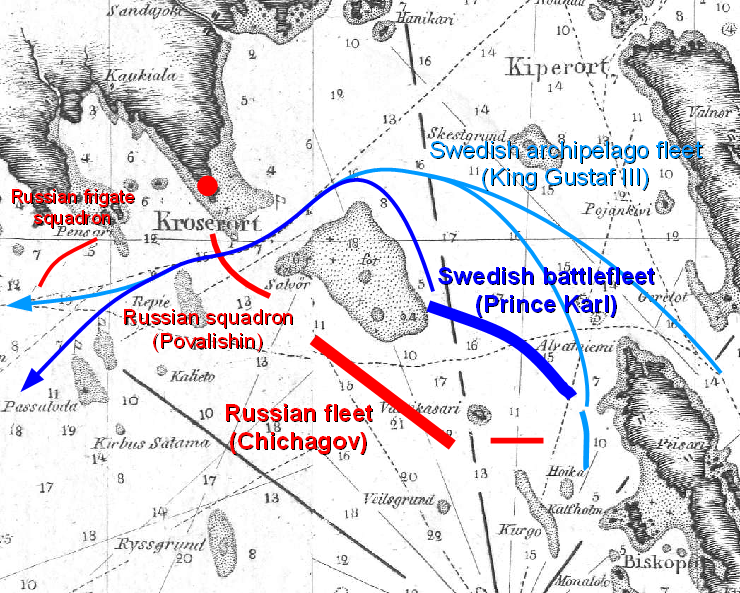
Den svenska flottans samt Arméns flottas utbrytning vid Viborg.

Natten till den 3 juli började vinden att vända. Den började då att blåsa i öst-nord-östlig riktning vilket var gynnsamt för en utbrytning genom västra farleden förbi Krysserort. Framåt småtimmarana samlades krigsledningen på den kungliga skonerten Amphion för att överlägga. Gustav III befallde att ett utbrytningsförsök österut skulle företas men blev övertalad av Nordenskjöld att istället med flottan försöka att bryta sig ut västerut. 
Överstelöjtnanten Johan Puke blev utsedd leda utbrytningen. Klockan 3 blev han kallad till ordergivning på staben. Efter det att Gustav III hade fastställt utbrytningsriktningen vände han sig till Puke och sa: "Kära Puke ni är min flottas ledare, er fader vägrade ej att räcka huvudet för min far, spara ej ert liv och mod för mig jag glömmer det ej!" 
På detta svarade Puke: "Ja, Ers majestät, nog fan går jag ut, men hur det går med de andra det får vi se."

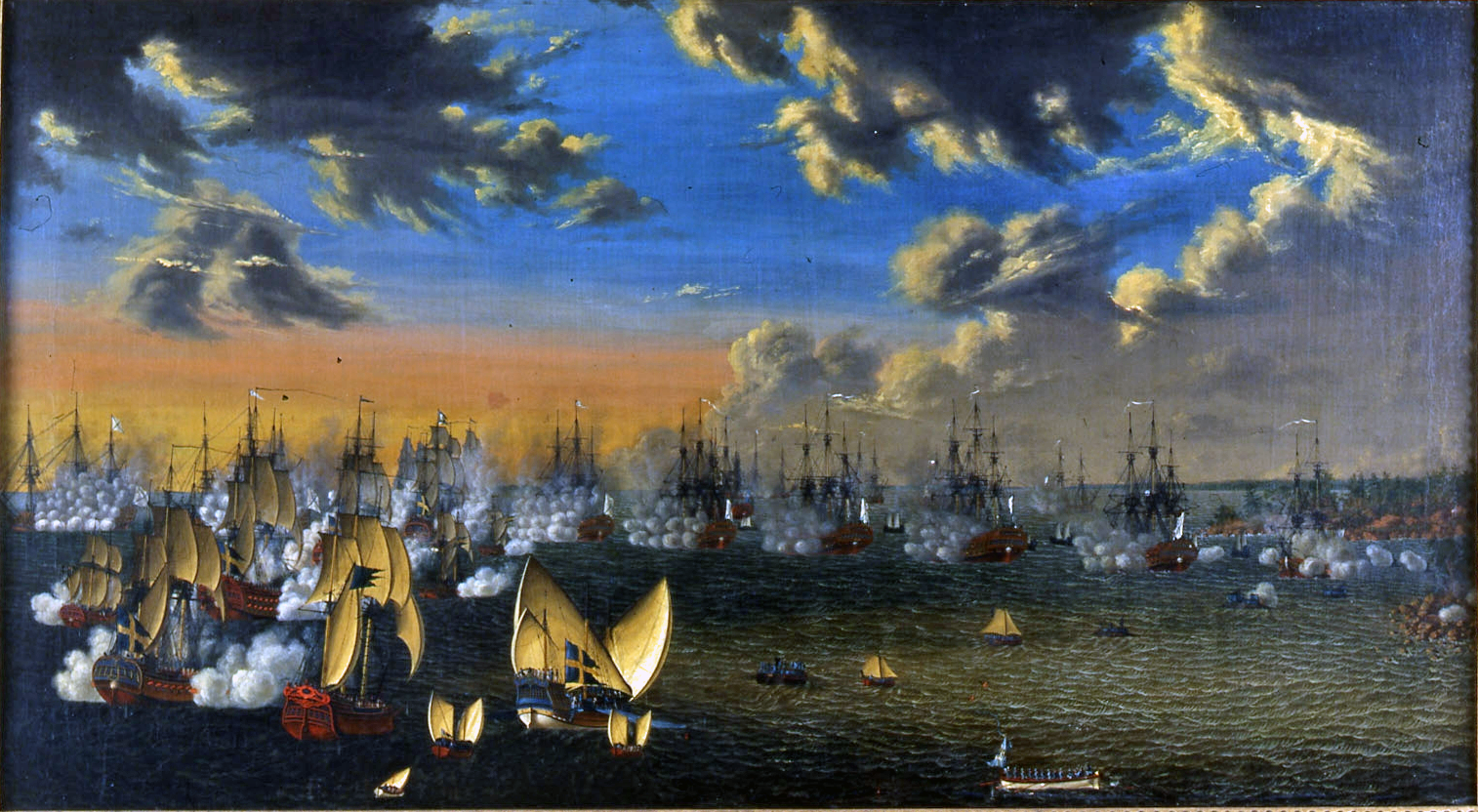
Flottans utgång från Björkö 3 juli 1790. Akvarell av Johan Tietrich Schoultz

På morgonen den 3 juli lade flottan ut. I spetsen för flottorna styrde linjeskeppet Dristigheten under befäl av Johan Puke, och tätt följt av sitt systerfartyg Tapperheten, klockan halvsju mot den av ryska linjeskepp och fregatter spärrade farleden vid Krysserort samt bröt sig utan större förlust igenom mellan de ryska linjeskeppen Vseslav och Sviatnoj Pjotr, beskjutande de fientliga fartygen både styrbord och babord långskepps. Skärgårdsflottans yppersta fartyg, Styrbjörn, under Victor von Stedingk, och Norden, under kapten G. Olander, bröt sig samtidigt igenom ryska embosseringen, närmare fastlandet. I bredd med linjeskeppen och fregatterna, men innanför dessa passerade sedan i god ordning kanonsluparna, galärerna och transportfartygen, beskjutande de ryska fartygen. 

Retätten från Viborg 3 juli 1790. oljemålning av Johan Tietrich Schoultz

Fiendens andra embossering, vid Pensarskäret, 5 km väster om den första, bestod av 6 fregatter och forcerades med ännu mindre svårighet. Kungen följde skärgårdsflottan i en öppen slup, som förde kunglig flagga, och var vid Krysserort nära att bli skjuten men bytte därefter fartyg. Genombrytningen av de ryska embosseringarna, varvid de svenska fartygen liksom i ett gatlopp passerade de ryska skeppen, har föranlett att hela sjöstriden fått namnet Viborgska gatloppet. 
Största delen av flottorna hade utan nämnvärd förlust genombrutit eller passerat de ryska embosseringarna, då en olycka inträffade på svenskarnas egen sida, som medförde fruktansvärd skada för dem. En svensk brännare – Postiljonen – som bogserades i den svenska kön av linjeskeppet Enigheten och var avsedd att sticka de ryska skeppen vid Krysserort i brand, fördes så oskickligt att den i stället antände både Enigheten och fregatten Zemire vilka vid niotiden exploderade. Till följd av krutröken seglade flera svenska fartyg, bland annat tre linjeskepp och två fregatter, på grund. Den svenska örlogsflottans arriärgarde var därigenom nästan tillintetgjort. Först då övergav ryssarna sin nästan obegripliga overksamhet. En del satte efter den svenska örlogsflottan, hann upp det bakersta av skeppen vid Hogland och lyckades mellan denna ö och Sveaborg ta två av dem.

## Konsekvenser
Vid framkomsten till Sveaborgs hamn 5 juli befanns örlogsflottans totalförlust vara sju linjeskepp, tre fregatter och några smärre fartyg samt omkring 5 000 man. Vad skärgårdsflottan beträffar råkade den på eftermiddagen ut för de vid Pitkepass liggande fem ryska örlogsfartygen under brigadjären Crown; han tvingade många att stryka flagg, men kunde till följd av deras mängd och av sjögången ej besätta dem, varför största delen fick tillfälle att åter sätta segel och hålla inåt skären. Endast överamiralens signal till Crown att förfölja svenska örlogsflottan räddade det fartyg på vilket kungen befann sig att bli taget eller skjutet i sank liksom en stor del av skärgårdsflottan. Visserligen förföljdes den senare av den ryska skärgårdsflottan, men denna led av stormen större förluster än den svenska. Den svenska skärgårdsflottans totalförlust var obetydlig: 18 bevarade fartyg och 30 transportskepp. Den samlade sig 4 och 5 juli enligt kungens befallning vid Svensksund - där dess förluster blev mer än ersatta genom föreningen med Cronstedts eskader ifrån Pommern och där den på Gustav III:s initiativ tog en lysande hämnd 9 juli och 10 juli, vilken avgjorde kriget.